# سعيد بن سهيل
سعيد بن سُهَيل بن مالك بن كعب بن عبد الأشهل الخزرجي الأنصاري صحابي جليل من قبيلة الخزرج من الأنصار شهد مع النبي محمد ﷺ غزوة بدر وغزوة أحد. وقال ابن إسحاق: «هو سعد بن سُهَيل شهد بدراً».